# Józef Lipski (dyplomata)
Józef Lipski herbu Grabie (ur. 5 czerwca 1894 we Wrocławiu, zm. 1 listopada 1958 w Waszyngtonie) – polski polityk, dyplomata i oficer.

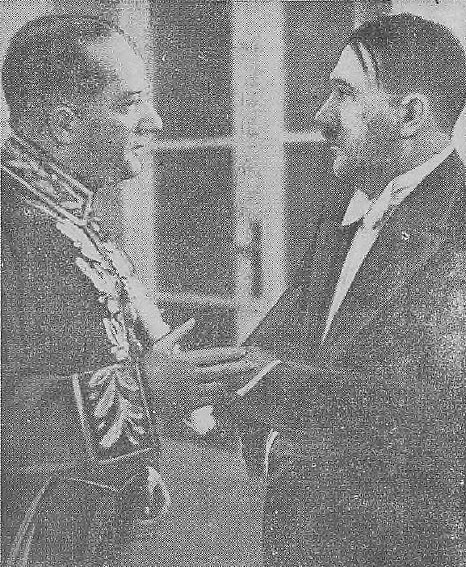
Ambasador Józef Lipski i kanclerz Adolf Hitler (Berlin, 1938)

## Życiorys
Syn Wojciecha Antoniego (1860–1930) i Zofii z domu Lippe. Uczył się w Królewskim Gimnazjum Męskim w Ostrowie. W tym czasie był członkiem konspiracyjnej i niepodległościowej organizacji patriotycznej Towarzystwo Tomasza Zana. Maturę zdał w 1915. W czasie I wojny światowej pracował w sekcji prawnej Komitetu Narodowego Polskiego w Paryżu. W 1919 ukończył prawo na uniwersytecie w Lozannie. Przyjęty do służby dyplomatycznej Rzeczypospolitej w czerwcu 1919. Od czerwca 1919 do 1 stycznia 1922 sekretarz legacyjny poselstwa RP w Londynie, następnie pełnił tę samą funkcję w Paryżu i Berlinie. Od 1925 zastępca naczelnika Wydziału Zachodniego Departamentu Politycznego MSZ, od 1928 naczelnik tego wydziału. Od 3 lipca 1933 poseł, a po podniesieniu w 1934 szczebla przedstawicielstw dyplomatycznych od 29 października 1934 ambasador RP w Berlinie. Wraz z Konstantinem von Neurathem podpisał 26 stycznia 1934 polsko-niemiecką deklarację o niestosowaniu przemocy. W opinii komisarza Ligi Narodów w Wolnym Mieście Gdańsku Carla Jakoba Burckhardta był człowiekiem odprężenia polsko-niemieckiego, jednym z najlepiej poinformowanych ambasadorów w ówczesnym Berlinie.
Po wybuchu II wojny światowej zaciągnął się jako ochotnik do Wojska Polskiego we Francji. Ukończył Szkołę Podchorążych w Camp de Coëtquidan. W czasie kampanii francuskiej walczył w szeregach 1 Dywizji Grenadierów. Mianowany podporucznikiem rezerwy piechoty. 21 listopada 1940 został przeniesiony, a 26 czerwca 1941 zatwierdzony na stanowisku referenta politycznego w Gabinecie Naczelnego Wodza i Ministra Spraw Wojskowych. Pełnił służbę u boku kolejnych Naczelnych Wodzów: Sikorskiego, Sosnkowskiego i Andersa, z którym łączyła go przyjaźń. W czasie kampanii włoskiej często „uciekał” na linię frontu i jako jeden z pierwszych wkroczył do Ankony. 19 marca 1945, jako major czasu wojny, został przeniesiony z korpusu oficerów piechoty do korpusu oficerów kawalerii.
Po zakończeniu służby wojskowej był prezesem emigracyjnego Klubu Polskich Ziem Zachodnich. W 1947 wyemigrował do Stanów Zjednoczonych. Raporty z jego misji w Berlinie wydał Wacław Jędrzejewicz.

## Ordery i odznaczenia
- Krzyż Komandorski z Gwiazdą Orderu Odrodzenia Polski (11 listopada 1937)[4]
- Krzyż Komandorski Orderu Odrodzenia Polski (8 listopada 1930)[5][6]
- Krzyż Kawalerski Orderu Odrodzenia Polski (2 maja 1923)[7][8]
- Krzyż Walecznych
- Medal Dziesięciolecia Odzyskanej Niepodległości[5]

- Wielki Oficer Orderu Korony (Belgia)[5]
- Komandor Orderu Korony (Belgia)[9]
- Komandor Orderu Legii Honorowej (Francja)[5][9]
- Komandor Orderu Świętego Olafa (Norwegia)[5][9]
- Komandor 1 Stopnia Orderu Danebroga (1933, Dania)[5][10]
- Odznaka Honorowa Olimpijska I klasy (Niemcy)[11]

## Upamiętnienie
Jego imię nosi Szkoła Podstawowa w Szczurach.

## Odniesienia w kulturze masowej
- Jest głównym bohaterem, a zarazem narratorem powieści Piotra Kitrasiewicza pt. "Jego Ekscelencja na herbatce z Göringiem", wydanej w 2016 roku przez warszawskie wydawnictwo MG[13] i wyróżnionej przez miesięcznik "Magazyn Literacki Książki"[14] jako książka miesiąca września 2016 w kategorii "Proza"[15].